# Léopold Reutlinger
Léopold-Émile Reutlinger (Callao, 17 maart 1863 - Parijs, 16 maart 1937) was een Duits-Frans fotograaf uit de belle époque.

## Leven en werk

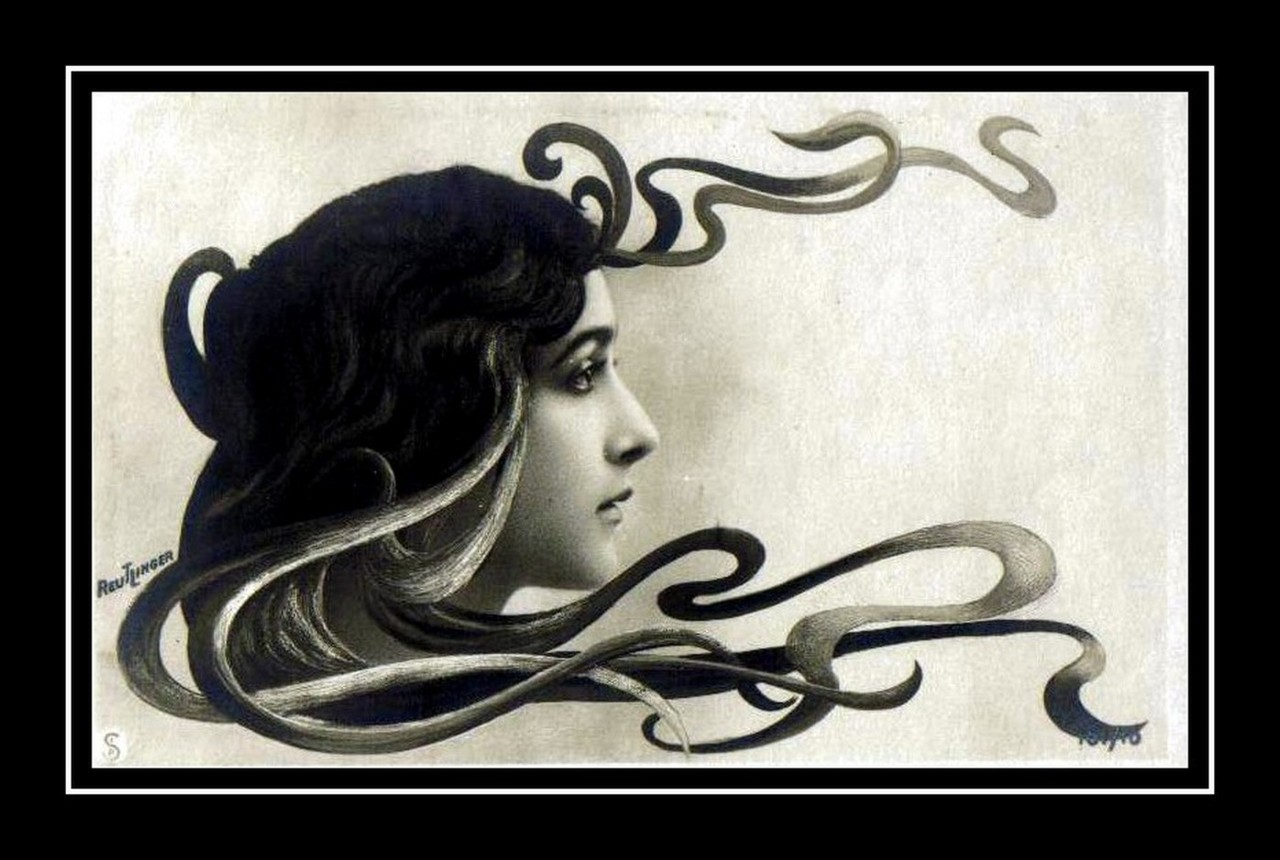
Ansichtkaart in jugendstil-stijl

Léopold werd geboren in Peru, als telg van een bekende fotografenfamilie van Duitse herkomst. In 1880 verhuisde zijn vader naar Parijs om er de studio van zijn zieke broer Charles over te nemen. In 1883 vroeg hij Léopold om hem te komen assisteren. Léopold toonde zich al snel een beter ondernemer dan zijn vader en in 1890 nam hij de studio van hem over.
De Parijse studio van Reutlinger had zich gespecialiseerd in mode- en reclamefotografie, maar ook in 'societywerk'. Ook Léopold legde zich vooral toe op het fotograferen van beroemdheden, onder andere van sterren uit de Moulin Rouge en de Folies Bergère. Hij groeide uit tot een van de meest gevraagde portretfotografen van de belle époque en legde onder anderen Mata Hari, Cléo de Mérode, Geraldine Farrar, Polaire, Colette, Sarah Bernhardt, Léonie Yahne, Liane de Pougy, Anna Held, La Belle Otero en Lina Cavalieri op de gevoelige plaat vast. Veel van zijn foto's werden ook doorverkocht aan vooraanstaande kranten en tijdschriften.
Aan het begin van de twintigste eeuw had Reutlinger ook groot commercieel succes met de productie van ansichtkaarten met beroemdheden, meestal van het vrouwelijke geslacht. Daarbij is met name de invloed van de jugendstil duidelijk herkenbaar. Hij geldt ook als een belangrijk pionier van de naaktfotografie.
Reutlinger verdiende een aanzienlijk vermogen met zijn werk en was een veel geziene persoon binnen de Parijse beau monde. Hij kreeg in 1891 een zoon, Jean, die aan het begin van de Eerste Wereldoorlog sneuvelde. In 1930 had hij een ongeluk met een champagnekurk, ten gevolge waarvan hij een oog verloor. Uiteindelijk dwong hem dat met zijn werk te stoppen. Hij overleed in 1937, een dag voor zijn 74e verjaardag.
Zijn werk is onder meer te zien in het Musée d'Orsay te Parijs, het Metropolitan Museum of Art en het Museum of Modern Art in New York, de National Portrait Gallery in Londen en het Museum of Contemporary Art in Chicago.

## Galerij

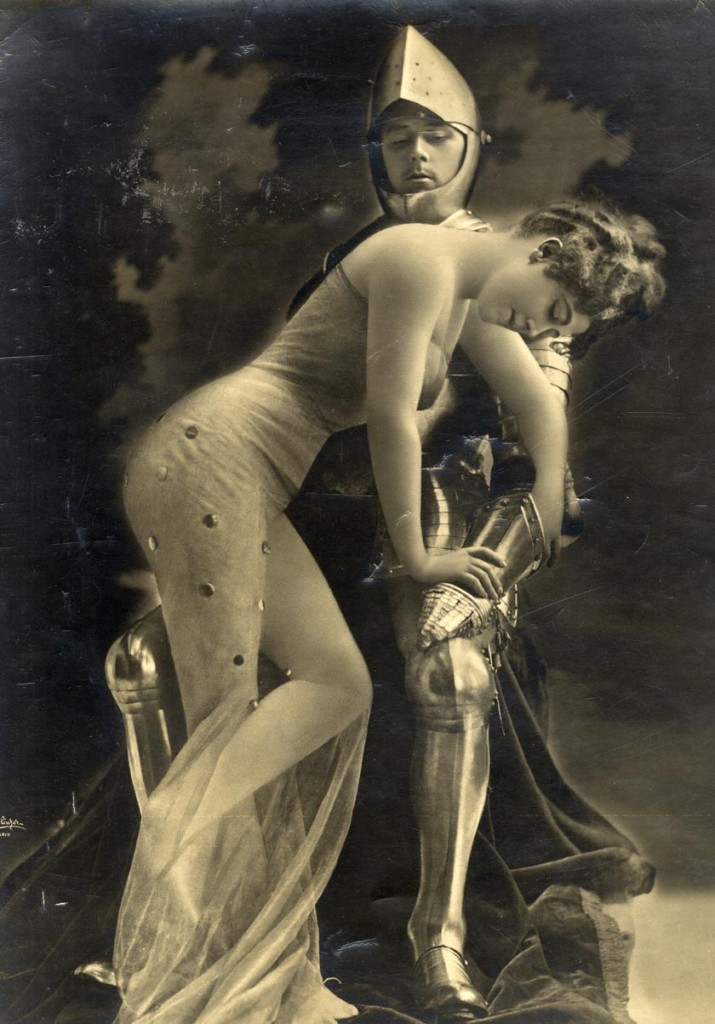
Dame met ridder
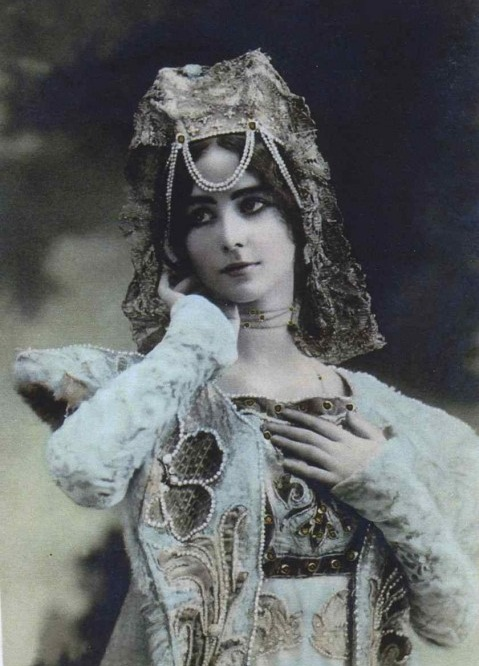
Cléo de Mérode
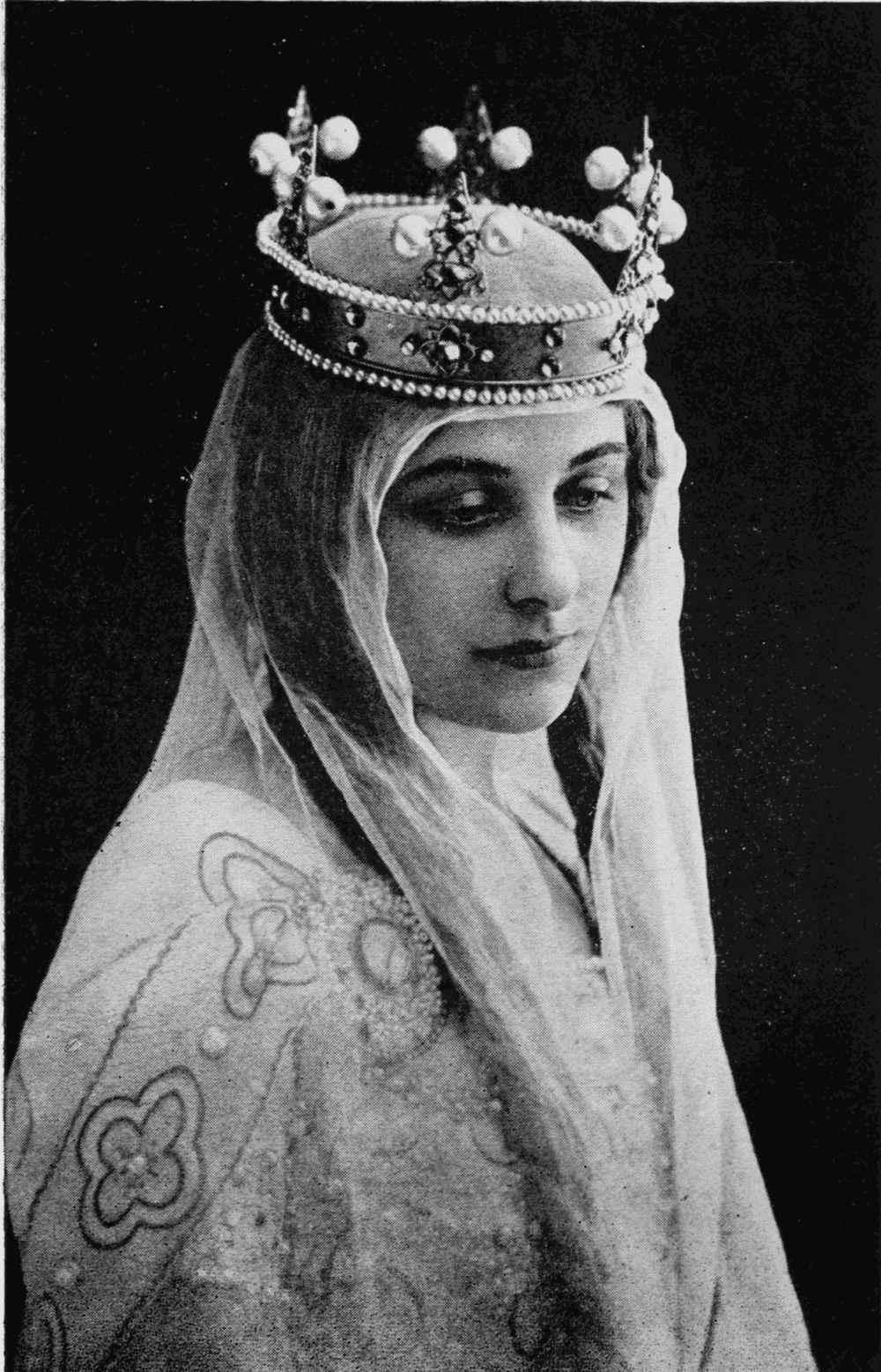
Geraldine Farrar als Elisabeth
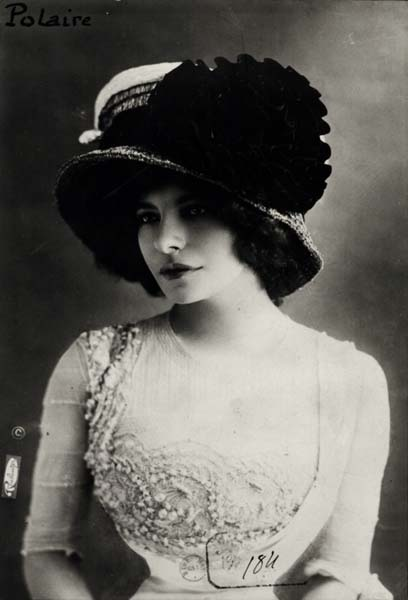
Polaire
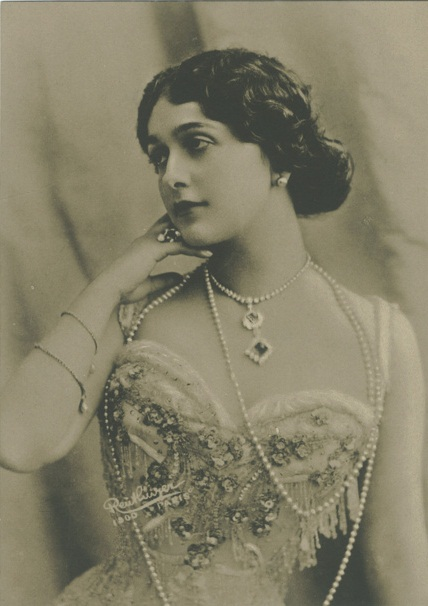
Lina Cavalieri